# Vicko Andrić
Vicko Andrić (Trogir, 23. ožujka 1793. – Split, 15. siječnja 1866.) bio je hrvatski arhitekt i konzervator.

## Školovanje
Splitski graditelj i konzervator Vicko Andrić jedna je od najzanimljivijih osobnosti u Hrvatskoj tijekom 19. stoljeća. Rođen je u Trogiru 23. ožujka 1793. godine. Obitelj, otac Josip i majka Antica bili su Splićani privremeno nastanjeni u Trogiru. Nakon deset godina obitelj se vratila u Split. Ondje je Andrić od 1803. do 1807. godine pohađao gimnaziju u Nadbiskupskom sjemeništu. 
Od jeseni 1807. do 1810. godine Vicko Andrić je polazio zadarski licej (Liceo di Zara). Profesor arhitekture i crtanja u liceju mu je poznati talijanski arhitekt Basilio Mazzoni. 1811. godine Andrić se u Zadru upisuje na Srednju školu Ilirije. Ondje će istovremeno pohađati tečaj prava i inženjerski tečaj crtanja. No ubrzo će pravničko zvanje potpuno napustiti „zbog ljubavi prema lijepim umjetnostima”. 

## Sveučilište u Rimu
1812. godine Vicko Andrić odlazi na školovanje u Rim. Ondje je upisao Sveučilište matematičkih nauka i Umjetničku akademiju Sv. Luke. Na matematičkom sveučilištu steći će zvanje vještaka mjernika. Na Akademiji sv. Luke nastavio je svoj nauk i praktičan rad kod arhitekta Mazzonija, koji dolazi u Rim 1812. nakon ukinuća zadarskog liceja. Počasni predsjednik te umjetničke akademije tada je bio glasoviti kipar Antonio Canova. Pod Mazzonijevim nadzorom 1816. godine Andrić će steći zvanje arhitekta. 
Na temelju stečenih diploma Vicko Andrić je bio ovlašten da obavlja arhitektonske i mjerničke radove. Tijekom boravka u Rimu Andrić se također posvetio proučavanju i očuvanju antičkih građevina. Prva iskustva na tom području steći će kog glasovitog rimskog stručnjaka i „predsjednika rimskih starina“ Carla Fee. Osobit utjecaj na Andrića ostavi će Feina knjiga „Crkvene i civilne građevine“.
Četverogodišnji boravak u Rimu bio je presudan ne samo za njegovo školovanje već i za klasicističko opredjeljenje i oduševljenje antikom, koje će biti primijenjeno na proučavanju i zaštiti Dioklecijanove palače.
Tijekom školovanja u Rimu Andrić će izraditi nekoliko zanimljivih idejnih projekata:
- 1814. – Idejni projekt svratišta
- 1815. – Idejni projekt trijumfalnog luka namijenjenog Njegovom najkršćanskijem veličanstvu Franji I. austrijskom caru
- 1815. – Idejni projekt okruglog hrama
- 1815. – Idejni projekt katedralne crkve s tlocrtom grčkog križa za veliki grad s kaptolom i sjemeništem
- 1816. – Idejni projekt kasina i kazališta u Splitu

## Povratak u Split
Nakon završenih nauka u Rimu, 1817. godine Vicko Andrić se vratio u Split. Krajem iste godine imenovan je za „privremenog carskog kraljevskog okružnog inženjera“. Odmah po preuzimanju dužnosti bit će mu u Splitu povjereno:
- dovršenje adaptacije lazareta (zatvora)
- izrada plana cijele splitske luke od lazareta do sv. Frane
- izrada troškovnika obnove obale i pristaništa (mulá)
- postavljanje novih stupova za privezivanje brodova

Andrić tijekom svog djelovanja izrađuje i:
- tehničke snimke građevnog kompleksa nekadašnje Komunalne i Kneževe palače
- tehničke snimke gradskog trga
- tehničke snimke tvrđave Gripe
- projekt vangradskog groblja na Sustipanu
- projekt nove zgrade pomorskog Zdravstvenog ureda

## Realizacije
Jedina poznata izvedena ostvarenja Vicka Andrića u Splitu su:
- 1821. – Zgrada Arheološkog muzeja uz istočni zid Dioklecijanove palače (srušena)
- 1823. – 1826. – Groblje i okrugli paviljon na Sustipanu
- 1846. – Zvonik Gospe od Zdravlja

## Djelovanje u Direkciji javnih gradnja Dalmacije
Iako je imao diplome arhitekta i mjernika uglavnom su mu povjeravani poslovi geodetske naravi. Nakon što je imenovan inženjerom Direkcije javnih gradnja Dalmacije od 1824. do 1828. godine uglavnom radi na isušivanju močvara u Dalmatinskoj zagori, obnovi i izgradnji cesta, mostova, česma i bunara. Tijekom 1828. i 1829. godine vodi radove na rijeci Krki i potoku Botišnici kod Knina. Prema arhivskim podacima tada radi i projekte obnove crkve i župnog dvora u Vrpolju. Oko 1830. radi projekt Pravoslavne episkopije u Šibeniku, a također vodi i radove na zgradi suda u Skradinu i župnog ureda u Erveniku. 
Zbog neprestanog boravka na terenu i teških uvjeta rada Vicko Andrić se razbolijeva. 1833. godine odlukom Dvorske komisije određena mu je redovita mirovina.

## Konzervatorska djelatnost
Vicko Andrić prvi je hrvatski konzervator. Već tijekom studiranja u Rimu pokazao je veliki interes za starine. Po povratku u Split aktivno se posvetio istraživanju i zaštiti Salone i Dioklecijanove palače.
Nakon posjeta Franje I. Splitu i Saloni tijekom proljeća 1818. godine, uslijedila je careva odluka o čuvanju Dioklecijanove palače i iskapanju u Solinu.Već 1820. godine Vlada je naredbom naložila da Vicko Andrić nadzire iskopavanje salonitanskih starina. Andrić će među prvima načiniti topografsku i arheološku kartu Salone. 
No tek nakon umirovljenja 1833. godine u potpunosti će se posvetiti očuvanju i projektima obnove Dioklecijanove palače. 
Godine 1853. Vicko Andrić imenovan je „Konzervatorom za Okruge Zadra i Splita“. Zajedno s crtaćem Dujmom Marcocchiom izradio je projekte za obnovu katedrale i snimao ostatke palače, uključujući i dijelove prizemnih dvorana u južnom dijelu palače. Zanosio se mišlju o čišćenju palače od kasnijih građevina i njenoj rekonstrukciji prema prvobitnom izgledu. U tom kontekstu Vicko Andrić od 1845. godine radi na tri nikada realizirana projekta:
- Obnovi Dioklecijanovog vodovoda
- Čišćenju južnog pročelja i podruma Dioklecijanove palače
- Izoliranju od recentne izgradnje i obnovi Dioklecijanova mauzoleja i izgradnji nove katedrale

Najzanimljiviji je njegov projekt uređenja južnog dijela palače iz 1857. godine, kojim predviđa čišćenje i obnovu izvornog kasnoantičkog pročelja ali istovremeno i njenu nadogradnju trokatnim objektom u dužini pročelja koji bi imao funkciju hotela. 
Kao glavni konzervator Vicko Andrić je 1854. godine nadzirao i radove na obnovi katedrale u Šibeniku. Iste je godine odlikovan najvišim Ordenom viteškog križa cara Franje Josipa.
S konzervatorske dužnosti povukao se 1864. godine u sedamdesetoj godini života. 
Vicko Andrić umro je u Splitu 15. siječnja 1866. godine. Sahranjen je u skupnoj grobnici bratovštine sv. Antuna.